# Podisma
A Podisma a sáskafélék rendszertani családjának egyik neme. Az ide tartozó fajok Eurázsiában élnek, az Ibériai-félszigettől Japánig.

## Fajok
A genusba 19 faj tartozik. Magyarországon a tarka hegyisáska képviseli.
- Podisma aberrans Ikonnikov, 1911
- Podisma amedegnatoae Fontana & Pozzebon, 2007
- Podisma cantabricae Morales-Agacino, 1950
- Podisma carpetana Bolívar, 1898
- Podisma dechambrei Leproux, 1951
- Podisma eitschbergeri Harz, 1973
- Podisma emiliae Ramme, 1926
- Podisma goidanichi Baccetti, 1959
- Podisma hesperus Hebard, 1936
- Podisma kanoi Storozhenko, 1994
- Podisma magdalenae Galvagni, 1971
- Podisma miramae Savenko, 1941
- Podisma pedestris Linnaeus, 1758 - tarka hegyisáska (típusfaj)
- Podisma ruffoi Baccetti, 1971
- Podisma sapporensis Shiraki, 1910
- Podisma satunini Uvarov, 1916
- Podisma silvestrii Salfi, 1935
- Podisma teberdina Ramme, 1951
- Podisma uvarovi Ramme, 1926